# Бела река (језеро)
Бела река је вештачко језеро које се налази у општини Вождовац у граду Београду. Смештено је у самом подножју планине Авале у рипањском насељу Колонија, на око 26 km од центра Београда. Површина језера је 2,16 хектара, дугачко је 410 метара, а највећа ширина језера износи 102 метара.

## Историја
Језеро је настало 1988. године изградњом бране. Због специфичне локације, у подножју планине Авале, брана је направљена да би заштитила куће и пругу од поплава које су честе на овом подручју, нарочито пред крај зиме након отапања снегова и у пролеће током кишних сезона.

## О језеру
Бела река, једно је од најчистијих шумадијских језера, на коме се сваке две недеље врше хемијска и бактериолошка контрола квалитета воде. Током лета температура воде достиже 16 °C, а током пролећа и јесени температура је од 8 °C до 10 °C. Због климе приземног слоја ваздуха, током зиме се на језеру формира лед дебљине између 30 и 40 центиметара и траје 2-3 месеца. Риболовачко друштво које брине о језеру, током зиме буши рупе у леду ради ваздуха и редовно храни рибу. Постоје делови обале реке који су прилично стрми и неприступачни због великог броја дрвећа, где су углавном места за риболов, али и равни делови, погодни за излет, купање или опуштање у природи. Обала језера је опремљена клупама, столовима и кантама за отпатке, а број излетника и риболоваца је велики. Језеро Бела река омиљено је купалиште мештана из Рипња и околних насеља, иако на језеру нема спасилаца, а купање је забрањено. О флори и фауни овог места брине се Спортско-риболовачки клуб Рипањ, који о овој оази брине од свог настанка, 1996. године. До језера се може стићи преко авалског пута, на путу ка насељу Рипањ.

## Риболов на језеру
Језеро Бела река, једно је од омиљених дестинација риболоваца, пошто је сезона пецања отворена целе године, осим током зиме. На језеру постоји велики број рибочувара који спречавају криволов, а практикује се спортски риболов, за који је потребна дозвола. Језеро се редовно порибљава и у њему се налазе налази велики број врста риба и то: шаран, сом, смуђ, црвенперка, деверика, клен и бандар. На обали се налазе и рефлектори, који омогућавају риболовцима да пецају и током ноћи. Поред риболова, неколико ронилачких друштва користи ово језеро за своје тренинге.